# Jilma Madera
Jilma Madera (La Victoria, Pinar del Río, Cuba, 18 settembre 1915 – L'Avana, 21 febbraio 2000) è stata una scultrice e pittrice cubana.
Le sue due opere più famose sono la statua del Cristo dell'Avana e il busto di José Martí a Pico Turquino.

## Biografia
Nata a La Victoria, Pinar del Río, Cuba, studiò pittura e scultura alla Escuela Nacional de Bellas Artes "San Alejandro" sotto la tutela di Juan José Sicre (scultore del José Martí Memorial).
La sua statua del Cristo dell'Avana venne commissionata nel 1953 durante il governo di Fulgencio Batista. Fu scolpita in marmo di Carrara ed è alta 18,28 metri con un peso di 320 tonnellate. La statua è composta da 67 blocchi importati dall'Italia, dove la Madera lavorò alla statua ricevendo la benedizione di papa Pio XII. Venne inaugurata il 24 dicembre 1958, solo due settimane prima della caduta del regime di Batista.
Successivamente, lavorò e tenne alcune mostre a New York negli Stati Uniti, per poi tornare a lavorare ed esporre in patria.
Il busto di José Martí è opera del 1953 e venne posizionato sulla vetta di Pico Turquino durante le celebrazioni per il centenario della nascita di Martí nel 1963 da Celia Sánchez.
| Controllo di autorità | Europeana agent/base/16377 |